# 陆家浜路
陆家浜路是中国上海市黄浦区的一条东西走向交通干道，为上海市区三横三纵主干道中“南横”的一部分。道路东起黄浦江外马路，西至徐家汇路斜桥，长1.54千米。陆家浜路原是上海地区一条东西走向的河道，名为陆家浜，因该地附近多为来自昆山陆家浜的移民而得名。道路是在民国17年（1928年）填浜筑路而成。

## 历史

### 河道
陆家浜为上海老城厢南部外的一条河流，西起浦肇河（又名肇嘉浜），向东接通黄浦江，长约2.44公里。肇嘉浜自今徐家汇一带起向东经斜桥后折向东北进入上海老城厢，其中斜桥即是陆家浜的起点。上海开埠后于咸丰十一年（1861年），租界巡捕会防时强征民田开挖陆家浜。之后建横跨河浜的桥梁，共有八座：外陆家浜桥建于1897年、万宁桥建于1906年、西陆家桥、普安桥、放生桥、义庄桥、三官堂桥、斜桥。
20世纪以前，上海老城厢内外河浜密布，加之陆路交通不发达，这些河道起了重要的交通运输作用。到了20世纪初期，随着现代道路的兴建，路上交通运输工具的发展，使得内河水路运输逐渐萎缩，加之有些河道常年淤塞，水质逐渐发黑发臭，已成交通发展的阻碍。因此，自清光绪年间起至民国年间，老城厢内外河道逐渐被填平，并在上面兴建道路。

### 道路
民国13年（1924年）3月，上海市议会同意陆家浜填浜筑路。民国14年（1925年），上海市公所在陆家浜内以垃圾填埋河道，屡停屡建。民国16年（1927年），上海特别市政府工务局招标建设道路，工程分二期建设，一期工程为埋设沟管以及土路基，于同年11月建成。二期工程为铺设路面及人行道，路面为煤渣路面，于民国17年（1928年）6月建成，道路命名为陆家浜路。同时，原先横跨陆家浜上的桥梁被尽数拆毁，如今整条陆家浜路上只剩下最西端的斜桥这一以当年桥梁命名的地名。

道路建成后，因当初修筑不力，道路终日尘土飞扬，雨天泥泞不堪。民国23年（1934年），上海市工务局决定改建道路。东段自黄浦江外马路至三角街（今中山南路附近），铺弹街路面车行道以及煤渣路面人行道。中段三角街至车站路（今南车站路），铺弹街路面车行道。西段车站路至斜桥，车行道中间铺沥青路，车行道两侧为弹街路面。全线于民国24年（1935年）7月完工。

新中国成立后，于1959年，陆家浜路外马路至平安街（位于今中山南路东侧附近）段车行道拓宽至19米，为沥青路面、人行道各宽3米。1967年，平安街至斜桥段加铺沥青路面。1977年，外马路至平安街段改铺沥青混凝土路面。

1988年12月15日，南浦大桥开工建设。1991年，作为南浦大桥建设的配套工程，陆家浜路改建工程开始，陆家浜路桑园街至肇周路斜桥段铺设混凝土路面，设4条车行道。桑园街至黄浦江外马路段为沥青混凝土路面。同时南浦大桥浦西设陆家浜路匝道，有车行道4条。陆家浜路中山南路东侧设置公交枢纽站一座。

1999年3月23日，陆家浜路作为上海市区三横三纵主干道“南横”的一部分再次进行改造，道路拓宽为双向6条机动车道。路面在原水泥混凝土路面基础上加铺沥青路面，路中间设绿化带，全线于1999年8月改建完成。2010年上海世博会开幕前夕，陆家浜路又进行过一次路面翻修。

## 主要建筑
- 南浦大桥
- 市南中学
- 上海市第八中学
- 上海商业会计学校
- 南市影剧院

## 交通

### 地面交通
43、43区间、64、65、66、66区间、89、218、251、303、730、801、802、869、929、955、985、大桥一线、徐川专线、南新专线

### 轨道交通
- 轨道交通四号线南浦大桥站
- 轨道交通八号线、轨道交通九号线陆家浜路站

## 交汇道路（由东向西）
- 外马路
- 中山南路
- 草鞋湾路、南仓街
- 柳市街
- 海潮路
- 桑园街
- 跨龙路
- 普育东路
- 普育西路
- 河南南路
- 迎勋路
- 南车站路、大兴街
- 沙家街
- 林荫路
- 西藏南路
- 西民立路
- 方斜路
- 制造局路、肇周路